# 김만유병원
김만유병원(金萬有病院)은 조선민주주의인민공화국 평양시에 위치한 종합병원이다.

## 개요
재일 한국인 의사인 김만유가 지급한 22억엔의 자금과 일본에 있는 니시아라이병원의 기술 협력에 의해 1986년 4월에 개원했다.
재일본조선인의학협회가 당원에 대해 물품의 지원을 실시하고 있으며,WHO 등이 조선민주주의인민공화국에 의료지원 활동을 실시할 때의 수락처의 하나이다.